# Earl of Ossory
Earl of Ossory war ein erblicher britischer Adelstitel in der Peerage of Ireland.

## Verleihung
Der Titel wurde am 23. Februar 1528 an Piers Butler verliehen. Dieser hatte auf Druck König Heinrichs VIII. am 18. Februar 1528 auf seinen Titel 8. Earl of Ormonde verzichtet. Heinrich verlieh das Earldom Ormonde 1529 an Thomas Boleyn, den Vater seiner Geliebten und späteren Gattin Anne Boleyn. Nachdem sich der Lordkanzler Kardinal Thomas Wolsey für ihn eingesetzt hatte, erhielt Piers Butler das Earldom Ossory als Entschädigung. Nachdem Anne Boleyn 1536 hingerichtet worden war, erhielt Piers Butler am 22. Februar 1538 auch den Titel Earl of Ormonde zurück. Die beiden Earlstitel sind seither verbunden.
Der Titel ruht seit dem Tod des 19. Earls of Ossory am 25. Oktober 1997, da unklar ist, ob noch eine erbberechtigte Nachkommenlinie des 2. Earls of Ossory existiert, falls nicht, wäre der Titel erloschen.

## Liste der Earls of Ossory (1528)
- Piers Butler, 8. Earl of Ormonde, 1. Earl of Ossory (um 1467–1539)
- James Butler, 9. Earl of Ormonde, 2. Earl of Ossory (1496–1546)
- Thomas Butler, 10. Earl of Ormonde, 3. Earl of Ossory (1532–1614)
- Walter Butler, 11. Earl of Ormonde, 4. Earl of Ossory (1569–1634)
- James Butler, 1. Duke of Ormonde, 5. Earl of Ossory (1610–1688)
- Thomas Butler, 6. Earl of Ossory (1634–1680) (folgte 1662 durch Writ of Acceleration)
- James Butler, 2. Duke of Ormonde, 7. Earl of Ossory  (1665–1745) (Titel verwirkt 1715)
- Charles Butler, 1. Earl of Arran, de iure 3. Duke of Ormonde, de iure 8. Earl of Ossory  (1671–1758)
- John Butler, de iure 15. Earl of Ormonde, de iure 9. Earl of Ossory († 1766)
- Walter Butler, de iure 16. Earl of Ormonde, de iure 10. Earl of Ossory (1703–1783)
- John Butler, 17. Earl of Ormonde, 11. Earl of Ossory (1740–1795) (irische Titel rückwirkend bestätigt 1791)
- Walter Butler, 1. Marquess of Ormonde, 12. Earl of Ossory (1770–1820)
- James Butler, 1. Marquess of Ormonde, 13. Earl of Ossory (1777–1838)
- John Butler, 2. Marquess of Ormonde, 14. Earl of Ossory (1808–1854)
- James Butler, 3. Marquess of Ormonde, 15. Earl of Ossory (1844–1919)
- James Butler, 4. Marquess of Ormonde, 16. Earl of Ossory (1849–1943)
- James Butler, 5. Marquess of Ormonde, 17. Earl of Ossory (1890–1949)
- James Butler, 6. Marquess of Ormonde, 18. Earl of Ossory (1893–1971)
- James Butler, 7. Marquess of Ormonde, 19. Earl of Ossory (1899–1997) (Earldom ruht)